# Anoplomerus buqueti
Anoplomerus buqueti là một loài bọ cánh cứng trong họ Cerambycidae.